# Добкин, Элияху
Элиягу Добкин (31 декабря 1898, Бобруйск Минской губернии — 26 октября 1976) — один из лидеров рабочего движения в Эрец-Исраэль, член Еврейского агентства и Сионистской организации, один из подписавших Декларацию независимости Израиля.
Родился в Бобруйске в семье Иосифа Исаевича Добкина (1871, Бобруйск — 1952, Тель-Авив) и Малки Айзиковны Городищ (1877, Белосток — 1951, Тель-Авив). Дед, Городищ Айзик Эльяшевич, имел банкирскую контору в Белостоке, брат деда — Городищ Вигдор Эльяшевич — банкирскую контору в Вильно. В Польше, до переезда в (будущий) Израиль, участвовал в деятельности движения Халуц. Во время Второй мировой войны занимался приемом и распределением беженцев из Европы. В 1946—1948 годах являлся членом исполкома Еврейского агентства, в 1951—1962 был председателем Еврейского национального фонда.